# Керашти (Валча)
Керашти (рум. Cherăști) насеље је у Румунији у округу Валча у општини Рошииле. Oпштина се налази на надморској висини од 298 m.

## Становништво
Према подацима из 2002. године у насељу је живело 313 становника, од којих су сви румунске националности.